# Т-34
 Тази статия е за бойната машина.  За филма от 2018 вижте Т-34 (филм, 2018).  
Т-34 е среден танк, приет на въоръжение в Червената армия през 1940 г.
За първи път е произведен в Харковския локомотивостроителен завод, гр. Харков, Украйна. Той е сред основните съветски танкове през Втората световна война. Като цяло в хода на войната са произведени над 40 хил. танка. Т-34 е вторият най-произвеждан танк в световен мащаб след Т-54/Т-55. В някои страни остава на въоръжение до края на 1990-те години.

## История
Танкът Т-34 е построен на основата на танка БТ-7, от серията БТ. В периода 1937 – 1940 г. са създадени 3 опитни образци – А-20, А-30 и А-34. След преминанване на държавните изпитания през 1940 г. опитният образец А-34 е одобрен и започва серйино производство на машината под името Т-34.
В края на 1930-те години Съветската армия разполага с голямо количество леки танкове от типа Т-26 и БТ. Т-26 е лек танк за поддръжка на пехотата, БТ е бързоподвижен танк за съпровождане на кавалерията. И двата модела са леко бронирани. Именно поради това съветското държавно ръководство решава да бъде създаден среден танк.
През 1937 г. руският конструктор Михаил Кошкин оглавява конструкторсия отдел на Харковския локомотивен завод „Коминтерн“ в гр. Харков. Първият разработен прототип А-20 е с 20 мм броня и 45 мм оръдие. По-късно е разработен втори прототип А-30, замислен като „универсален танк“, който да замени остарелите Т-26 и БТ-8. А-30 е с 30 мм броня и 76 мм оръдие. Непосредствено след него е създаден и третият прототип – А-34. През 1939 г. на полигона Кубинка са проведени изпитания и на трите прототипа. От трите прототипа само А-34 издържа изпитанията и е одобрен за серийно производство под името Т-34.
Pz-III Ausf.G бил снабден с по-комфортен триместен купол с прибори за наблюдение, екипажът разполагал със система за вътрешна свръзка. Докато Т-34 имал двуместен купол, обзорът бил затруднен, а вътрешна връзка имало само между командира и механик-водача. Немската машина осигурявала по-плавен ход от Т-34 и не била толкова шумна. Pz-III Ausf.G развивал скорост по шосе 70 км/ч, а Т-34 – 55 км/ч. В изготвения доклад се споменавали също по-добрите оптически прибори, окачване, удобното разполагане на боекомплекта (БК) и радиостанцията и високата надеждност на двигателя и трансмисията.
Поради тези причини започва модернизацията на Т-34 под ръководството на Александър А. Морозов. Избрани са 2 варианта за работа. Първоначално е изготвен прототип А-41, при който е направен опит да бъдат отстранени недостатъците без промени в корпуса и замяна на силовата установка. Куполът е сменен с 3-местен и е монтирано ново оръдие – Ф-34. Прототипът А-41 остава само на хартия, без да бъде произведен дори опитен образец. Вторият вариант е изготвянето на прототип А-43, по-известен под името Т-34М.
Едновременно с разработката на прототипа А-43 продължава и производството на Т-34. До края на 1940 г. са произведени около 150 танка. В началото на 1941 г. оръдието Л-11 е заменено с по-модерното Ф-34, а по-късно и с модернизираното Ф-34М.
Въпреки неудачите в конструкцията на 25 юни 1941 г. с постановление на СНК на СССР е постановено продължаване производството на Т-34. В същото постановление се поставя задача за създаване на комплексна танкостроителна промишленост.

## Техническо описание
Средният танк Т-34 има класическа компоновка със задно разположение на трансмисията. Корпусът на танка е разделен на 4 отделения – за управление, бойно, моторно и трансмисионно.
- Отделението за управление е разположено в предната част на корпуса. В него са разположени местата на механик-водача и радиста-стрелец, уредите за управление, контролните прибори, 7,62 мм картечница, част от боекомплекта, радиостанция (в по-старите модели няма), прибори за наблюдение, 2 стоманени бутилки със сгъстен въздух (за запасен пуск на двигателя) и ЗИП.

- Бойното отделение е разположено в средата на корпуса. В него са разположени местата на командира на танка (той е мерач) и на куполния стрелец (той е пълнач). Над бойното отделение е разположен куполът на танка, в който е монтирано въоръжението, част от боекомплекта и прибори за наблюдение. На върха на купола има 2 люка (в по-старите модели -1) за екипажа.

- Моторното отделение е разположено непосредствено след бойното, в средната част на корпуса, и е отделена от него с преграда. В моторното отделение са разположени двигателят, 2 водни радиатора, 2 маслени радиатора и 4 акумулатора.

- Трансмисионното отделение се намира в задната част на корпуса. В него са разположени главният съединител с центробежен вентилатор, скоростната кутия, бордови фрикциони със спирачки, електрически стартер и 2 горивни резервоара.

### Корпус
Корпусът на танка представлява бронева кутия изготвена от заварени, хомогенни бронелистове МЗ-2 (И8-С) с продълговата закръглена носова част и кърма. За увеличаване на издръжливостта листовете са монтирани под наклон. Като цяло корпусът се състои от дъно, носова част, странични бордове, покрив и прегради.
- Дъното е основен крепителен елемент на корпуса, състоящ се от 2 съединени със заварка части (предна и задна). Мястото на заварката между двата листа е усилено с Т-образна греда. Дебелината на дъното е по-голяма в предната част на корпуса. На дъното са монтирани 3 люка с бронекапаци. В предната част, под седалката на радиста-стрелец, се намира люкът за аварийно напускане на машината. В задната част на дъното е монтирана двигателната основа, на която се монтира двигателят.

- Носовата част е изпълнена с 3 бронелиста, на които е монтиран люкът на механик-водача и леглото за картечницата. В горната част на люка е монтиран перископичният прибор за наблюдение, защитен от подвижен капак. От 1942 г. започват да се монтират по-прости, призмени прибори за наблюдение.

- Страничните бордове на корпуса са изпълнени в 2 части – горна и долна, заварени помежду им. Долната част се състои от цял бронелист с 5 отвора за балансьорите. В предната част е монтиран механизмът за натягане на веригата, а в задната – предавателният механизъм. Горната част представлява подкрилка с дъно и наклонени бордови листове. От вътрешната и страна са заварени 8 кутии (по 4 от всяка страна) за подвесните пружини. В пространството между тези кутии са монтирани резервоарите за гориво и масло.

- Кърмата се състои от горен наклонен, бронелист и долен с трапецовидна форма, коритообразен бронелист. На горния бронелист се намира люкът за достъп до двигателя и 2 изхода за отработените газове.

- Покривът на корпуса над бойното отделение е изпълнен с 1 бронелист. На него са направени изрези за монтиране на купола. Над двигателя е поставен продълговат бронелист с люк за достъп. Подобна е защитата и над радиаторите. Покривът над трансмисионното отделение е изпълнен с 2 бронелиста над горивните резервоари, 2 листа с жалюзи и тесен лист в края на трансмисионното отделение.

### Купол
Произвеждани са няколко типа куполи за различните модели на танка Т-34, които по експлоатационните си качества малко се отличават един от друг: заварен (1940 – 1942), лят (1941 – 1942), щампован 6-ъгълен – (1942 – 1944) и лят 6-ъгълен – (1942 – 1944). Куполът е с овална, обтекаема форма. Монтиран е над бойното отделение на лагерна опора. В предния лист са оставени 3 отвора: централен – за монтиране на оръдието, десен – за сдвоената картечница, и ляв – за телескопичния прицел. В страничните бронелистове са оставени отвори за приборите за наблюдение, а под тях – за стрелба с пистолет. На различните типове куполи има различни отвори за монтаж на прибори за наблюдение, вентилация и др.
През 1942 г. е въведен т.нар. купол с „подобрена“ форма, който по формата си е 6-ъгълен. Произвеждан е в двата варианта – лят и щампован. На предната си страна има правоъгълен отвор за монтаж на въоръжението.
Покривът на купола е изпълнен с плосък бронелист. В предната част се монтира перископичен прицел, а на командирските машини – командирска панорама. В средната част са монтирани 2 люка за екипажа. В задната част е монтиран вентилационен люк.
Въртенето на купола се осъществява чрез електрически механизъм или ръчно. Скоростта на въртене с електрическия механизъм достига 4,2 об./мин (14 секунди за 360°).

### Въоръжение
- Основно въоръжение. На по-ранните модели Т-34 е монтирано 76 мм оръдие Л-11 обр. 1938/39 г. с вертикален, клиновиден, полуавтоматичен затвор. Затворът е снабден с устройство за изключване на полуавтоматиката. Особеност при Л-11 е оригиналното му откатно устройство, при което течността на компресора контактува непосредствено с въздуха в нактника. За водене на огън са използвани: телескопичен прицел ТОД-6 и перископичен, панорамен прицел ПТ-6. От февруари 1941 г. на Т-34 започва да се монтира новото 76,2 мм оръдие Ф-34 обр. 1940 г. с клиновиден, полуавтоматичен затвор. Противооткатното устройство на оръдието има хидравлични спирачки на отката и наката, разположени под цевта. Оръдието е модернизирано два пъти. При първата модернизация са били направени малки промени в затвора и полуавтоматиката. При втората – е монтирана цев-моноблок. За водене на огън са използвани: телескопичен прицел ТОД-7 и перископичен, панорамен прицел ПТ-7, които по-късно са заменени съответно с ТМФД-7 и ПТ-4-7.

| ТТДанни/Оръдие            | Л-11     | Ф-34             |
| ------------------------- | -------- | ---------------- |
| Калибър, мм               | 76,2     | 76,2             |
| Дължина на цевта, кал     | 30,5     | 41,5             |
| Тегло, кг                 | н.д.     | 1155             |
| Дължина на отката, м      | н.д.     | 0,39             |
| Вертикален ъгъл           | -5° +25° | -5°30' +25,6°48' |
| Скорострелност, изстр/мин | 1 – 2    | 2 – 4            |

- Допълнителното въоръжение на танка се състои от две 7,62 мм картечници ДТ, една от които сдвоена с оръдието, а другата монтирана в на предния бронелист.

- Боеприпаси. За стрелба с оръдията Л-11 и Ф-34 са използвани унитарните снаряди използвани от дивизионната артилерия обр.1939 г. и от полковата артилерия обр. 1927 г. В модификациите произведени в периода 1940 – 1942 г. боекомплектът е 77 снаряда, а в периода 1942 – 1944 г. от 100 снаряда. Боекомплектът за допълнителното въоръжение първоначално е 2898 патрона (46 диска), а по-късно 3150 (50 диска). Освен това – един картечен пистолет ППШ-41 с 4 пълнителя и 25 ръчни гранати Ф-1.

| Индекс на изстрела      | Индекс на снаряда | Тип               | Взривател        | Тегло, кг | Забележка                 |
| ----------------------- | ----------------- | ----------------- | ---------------- | --------- | ------------------------- |
| УОФ-354Б                | ОФ-350            | осколъчно-фугасен | KTM-1            | 6,2       | далекобоен; стоманен      |
| УОФ-354A                | ОФ-350A           | осколъчно-фугасен | KTM-1            | 6,23      | далекобоен, стоман. чугун |
| УФ-354                  | Ф-354             | фугасен           | KT-3, KTM-3, 3ГТ | 6,41      | стар руски тип            |
| УБР-354A или УБР-353A   | БР-350A           | бронебоен         | МД-5             | 6,3       | В-25/−                    |
| УБР-354Б или УБР-353Б   | БР-350Б           | бронебоен         | МД-5, МД-8       | 6,3       | -                         |
| УБР-354СП или УБР-353СП | БР-350СП          | бронебоен         | няма             | 6,3       | -                         |
| УБР-354П                | БР-350П           | подкалибрен       | няма             | 3,02      | от октомври 1943 г.       |
| УШ-354                  | Ш-354             | шрапнел           | 22-сек трубка    | 6,5       | -                         |
| УШ-354T                 | Ш-354T            | шрапнел           | Т-6              | 6,5       | -                         |
| УШ-354Г                 | Ш-354Г            | шрапнел           | 22-сек трубка    | 6,58      | -                         |
| УШ-Р2-354               | Ш-361             | шрапнел           | T-3УГ            | 6,61      | -                         |
| УЩ-354                  | Щ-350             | картеч            | н.д.             | н.д.      | -                         |

### Двигател и трансмисия
Като основен двигател се използва дизеловият В-2-34. Горивото се подава от горивна помпа НК-1.
За очистване на въздуха се използва въздушен филтър „Помон“, а по-късно два филтъра „Циклон“. Пускът на двигателя се осъществява от електрически стартер СТ-700 с мощност 15 конски сили или с помощта на сгъстен въздух.
По-ранните модели са имали горивозарядка 460 литра (допълнителни външни резервоари 124 л.), а по-късните модификации – 540 литра (допълнителни външни резервоари 180 л.).
Смазочна система – циркулационна, под налягане. Циркулацията се осъществява посредством трисекционна маслена помпа.
Охладителна система – закрита, с принудителна циркулация на охладителната течност. Системата има два охлаждащи, тръбни радиатора – по един от всяка страна на двигателя. Общото количество на охладителната течност е около 95 литра.
Трансмисията се състои от многодисков главен фрикцион от сух тип, скоростна кутия, бордови фрикциони, спирачки и странични предавки. Скоростната кутия е триходова, четирискоростна, а от 1942 петскоростна.
| Параметри/Двигател                            | В-2-34                       |
| --------------------------------------------- | ---------------------------- |
| Тип                                           | четиритактов, безкомпресорен |
| Брой на цилиндрите                            | 12                           |
| Тегло, кг                                     | 750                          |
| Номинална мощност при 1750 об/мин, к.с.       | 450                          |
| Експлоатационна мощност при 1700 об/мин, к.с. | 400                          |
| Максимална мощност при 1800 об/мин, к.с.      | 500                          |
| Диаметър на цилиндър, мм                      | 150                          |
| Степен на сгъстяване                          | 14 – 15                      |

### Ходова част
Ходовата част е изпълнена от пет сдвоени опорни колела с диаметър 830 мм. Окачването на всяка двойка е идивидуално, пружинно. Направляващите колела са ляти, с механизъм за натягане на веригата.
Веригите са стоманени, с ляти или щамповани тракове. В по-ранните модификации се състоят от 74 трака (37 гребенни и 37 плоски), а след 1943 г. траковете са 72 с ширина 500 мм. Водещото колело е от ленив тип.

### Електрооборудване
Електооборудването на танка е изпълнено по еднопроводна схема. Работните напрежения са 12 и 24 волта.
Източници на електричество: електрогенератор ГТ-4563А с мощност 1 киловат и четири акумулаторни батерии 6-СТЭ-128, 128 ампер/часа всяка.
Потребители на електричество: електростартер СТ-700, електромотор на поворотния механизъм на купола, двигател, вентилатор, контролни прибори, осветление и радиостанция.

### Средства за връзка
Т-34 е снабден с късовълнова, приемо-предавателна, симплексна радиостанция 9-Р работеща в режим на телефония. На по-ранните модели е монтиран радиостанция по-стар модел 71-ТК-З с допълнителна възможност за приемане на телеграфни немодулирани сигнали. След 1943 г. танковете са въоръжени с по-новата радиостанция 9-РМ с по-широк диапазон на работните честоти.
На по-ранните модели вътрешната връзка се обезпечава от разговорно устройство ТПУ-2 или ТПУ-3. На по-късен етап танковете са въоръжени с ТПУ-3-бисФ.

## На въоръжение в немската армия
През лятото на 1941 г. немците успяват да пленят няколко Т-34/76, които веднага влизат в бойния състав на 1-ва, 8-а и 11-а танкови дивизии на Вермахта. На танковете е дадено немско обозначение Panzerkampfwagen T-34747(r). Въпреки заповедите командирите на дивизии не се решават да използват танка по време на бой, поради простата причина, че немските мерачи са обучени да се прицелват по силует и това би довело до обстрел на трофейните машини от собствената артилерия и противотанкови подразделения. В по-късните периоди върху корпусите на трофейните танкове са нанасяни опознавателни знаци с по-големи размери.
Обичайна практика от този период е пленените съветски танкове първоначално да се изпращат в танкоремонтния завод в Рига за отремонтиране и модернизация. След 1943 г. ремонтната дейност е прехвърлена в заводите на фирмите „Мерцедес-Бенц“ и „Вумаг“ в Германия. При ремонта танковете се оборудват по германските стандарти – монтира се командирска купола върху основната, системи за радиовръзка и множество допълнителни дребни детайли.
За целия период на Втората световна война в редовете на Вермахта служат над 300 танка Т-34 от различни модификации. Голяма част от тях са използвани като артилерийски влекачи или машини за превоз на боеприпаси. Машините с по-големи повреди по корпуса са претопявани, а куполите им са монтирани на бронирани влакове използвани от немската армия.
Следните съединения на Вермахта са имали на въоръжение трофейни танкове Т-34: 1-ва ТД (1-ви танков полк), 2-ра ТД (3-ти танков полк), 9-а ТД 33-ти танков полк), 10-а ТД (7-и танков полк), 11-а ТД (21-ви танков полк), 20 ТД (21-ви танков полк) и 23-та ТД 28-и танков полк). Във войските на SS е доказано използването на танка от 2-ра ТД на „Райх“ и 3-та ТД „Мъртвешка глава“. Разбира се дадените данни са непълни. Малък брой Т-34 остава на служба до 1945 г. Използвани са в 23-та ТД в Словакия и Източна Прусия. През лятото на 1943 г. няколко Т-34/76 са управлявани от италиански екипажи.
Съгласно данните на немското командване през юли 1943 г. в състава на Група армии „Юг“ има на въоръжение 28 трофейни Т-34, а в Група армии „Център“ – 22.
На базата на трофейния Т-34 немците създават танк за ПВО (2sm. Flakvierling auf Fahrgestell T-34r). Танкът е въоръжен с 20 мм оръдие Flakvierling 38 или 20 мм ЗУ L/115. Машината е известна и под обозначението Flakpanzer T-34(r).

## Модификации
Ориентирането в модификациите на средния танк Т-34 е доста сложно. В различните заводи са произвеждани модели, които са се отличавали по вида на лятия купол, екипировката и други различни детайли. Освен това при капиталните ремонти на бойната техника са правени различни изменения и са добавяни елементи от по-нови модификации. На някои танкове е поставяна допълнителна броня и към обозначението на модела е добавяно уточнението „с екранами“ (с допълнителни екрани). Много от по-старите модели в хода на войната са превърнати в ремонтно-евакуационни машини. Пленените от немците Т-34 са използвани под името Panzerkampfwagen T-34(r). На базата на шасито на Т-34 са създадени много различни бойни машини – СУ 122, СУ-85 и СУ-100. След края на войната Сирия и Египет модифицират неголям брой Т-34 в 122 мм самоходни артилерийски установки (САУ).
- Т-34
  - Т-34 Модел 1940 (германско означение Т-34/76А) – Танкът е въоръжен със 76,2 мм оръдие Л-11 и лят или заваряван купол с две места.
  - Т-34 Модел 1941 (германско означение Т-34/76В) – Танкът е въоръжен със 76,2 мм оръдие Ф-34, лят или заваряван купол с две места и по-дебела броня.
  - Т-34 Модел 1942 (германско означение Т-34/76С) – Танкът е въоръжен със 76,2 мм оръдие Ф-34, лят или заваряван купол с две места. По-голяма част са произведени в Сталински тракторен завод и носят идентификация – Модел 1941/42.
  - Т-34 Модел 1943 (германско означение Т-34/76D,E и F) – Танкът е въоръжен със 76,2 мм оръдие Ф-34, лят шестоъгълен купол с две места.
  - Т-34/57 – Танкът е въоръжен с 57 мм оръдие ЗИС-4. Моделът е използван за противотанково оръдие. Поради технически причини са произведени малък брой машини.
  - ОТ-34 – Танк с монтирана на него огнехвъргачка, въоръжен със 7,62 мм картечница. На Т-34 Модел 1942 е монтирана огнехвъргачка АТО-41, а на Модел 1943 – АТО-42.

- Т-34М – опитна разработка, която е по-нататъшно развитие на прототипа А-34, с лят шестоъгълен купол с три места, торсионно окачване и поддържащи ролки, увеличени горивни резервоари и боеприпаси, с нов двигател – В-5. Войната осуетява производството на модела.
- Т-43 (първоначално също означаван като Т-34М) – опитна разработка от 1942 – 1943 г. Отличава се с нова лята триместна купола, торсионно окачване, прекомпоновка на местата на екипажа – люкът за механик-водача е отдясно и усилена бронировка. Моделът не влиза в серийно производство, но куполата му с малки изменения е използвана в последната версия на танка – Т-34-85. А торсионното окачване се използва в Т-44 и последващите го модели танкове – Т-54, Т-62. Работата по танка е прекратена през 1944 г. в полза на новия проект – Т-44.[1]

- Т-34-85
  - Т-34-85 Модел 1943 – Танкът е въоръжен с 85 мм оръдие Д-5Т и нова лят триместен купол. В серийно производство са пуснати незначителен брой машини.
  - Т-34-85 Модел 1944 – Танкът е въоръжен с 85 мм оръдие ЗИС-С-53, радиостанцията е монтирана в купола.
  - ТО-34 – Танк с монтирана на него огнехвъргачка АТО-42.
  - Т-34-85 Модел 1947 – На танка са монтирани нов двигател В-2-34М, нова радиостанция и оптически прибори.
  - Т-34-85М – На танка е монтиран нов двигател В-54 (520 к.с.), вътрешният дизайн на машината е изцяло променен, нова ходова част.

- Т-44 – през есента на 1943 г. започва работата по нов модел на основата на Т-34, преименуван по-късно на Т-44.[2] Куполът е изпълнен на базата на Модел Т-34-85М, подменено е изцяло окачването – торсионно, както при Т-43, и положението на двигателя, намален е силуетът на танка като цяло. След края на войната са произведени около 200 машини. Именно на базата на този модел, с някои изменения – купол, оръдие и др., е създаден новият Т-54.

- ПТ-34 – Модификация създадена на базата на Т-34 Модел 1943 като танк-трал.

|              | T-34 Модел 1940 | T-34 Модел 1941 | T-34 Модел 1942 | T-34 Модел 1943 | T-34-85        | T-44           |
| ------------ | --------------- | --------------- | --------------- | --------------- | -------------- | -------------- |
| Тегло        | 26 т            | 26,5 т          | 28,5 т          | 30,9 т          | 32 т           | 31,9 т         |
| Оръдие       | 76,2 мм Л-11    | 76,2 мм Ф-34    | 76,2 мм Ф-34    | 76,2 мм Ф-34    | 85 мм ЗИС-С-53 | 85 мм ЗИС-С-53 |
| БК           | 76 снаряда      | 77 снаряда      | 77 снаряда      | 100 снаряда     | 60 снаряда     | 58 снаряда     |
| Гориво       | 460 л           | 460 л           | 610 л           | 790 л           | 810 л          | 642 л          |
| Запас от ход | 300 км          | 400 км          | 400 км          | 465 км          | 360 км         | 300 км         |
| Броня        | 15 – 45 мм      | 20 – 52 мм      | 20 – 65 мм      | 20 – 70 мм      | 20 – 90 мм     | 15 – 120 мм    |

## Оператори
- Виетнам
- Гвинея
- Гвинея-Бисау
- Екваториална Гвинея
- Мали
- Северна Корея
- Того

### Бивши
- Австрия
- Албания
- Алжир
- Ангола
- Афганистан
- България
- ГДР
- Египет
- Етиопия
- Зимбабве
- Индонезия
- Ирак
- Йемен
- Кипър
- Китай
- Република Конго
- Куба
- Лаос
- Либия
- Ливан
- Мозамбик
- Монголия
- Полша
- Румъния
- Сирия
- Сомалия
- Судан
- СССР
- Унгария
- Финландия
- Чехословакия
- СФР Югославия